# The Tragedy of Ambition
The Tragedy of Ambition è un cortometraggio muto del 1914 diretto da Colin Campbell.

## Produzione
Il film fu prodotto dalla Selig Polyscope Company.

## Distribuzione
Distribuito dalla General Film Company, il film - un cortometraggio in due bobine - uscì nelle sale cinematografiche statunitensi il 2 marzo 1914.

### Conservazione
Copia della pellicola (un positivo 35 mm) viene conservata negli archivi del George Eastman Museum.